# 24e cérémonie des Satellite Awards
La 24e cérémonie des Satellite Awards, décernés par l'International Press Academy, a lieu le 1er mars 2020 et récompense les films sortis et les séries télévisées diffusées en 2019.
Les nominations sont annoncées le 3 décembre 2019. Les résultats sont dévoilés dès le 19 décembre 2019,.

## Palmarès

### Cinéma

#### Meilleur film dramatique
Le Mans 66 (Ford v. Ferrari)
- 1917
- Scandale (Bombshell)
- Burning Cane (en)
- Joker
- The Lighthouse
- Marriage Story
- Les Deux Papes (The Two Popes)

#### Meilleur film musical ou comédie
Once Upon a Time… in Hollywood
- L'Adieu (The Farewell)
- Queens (Hustlers)
- À couteaux tirés (Knives Out)
- Rocketman
- Uncut Gems

#### Meilleur réalisateur
James Mangold – Le Mans 66
- Pedro Almodóvar – Douleur et Gloire (Dolor y gloria)
- Noah Baumbach – Marriage Story
- Bong Joon-ho – Parasite (hangeul : 기생충 ; RR : Gisaengchung)
- Sam Mendes – 1917
- Quentin Tarantino – Once Upon a Time… in Hollywood

#### Meilleur acteur dans un film dramatique
Christian Bale pour le rôle de Ken Miles dans Le Mans 66
- Antonio Banderas pour le rôle de Salvador Mallo dans Douleur et Gloire
- Adam Driver pour le rôle de Charlie Barber dans  Marriage Story
- George MacKay  pour le rôle du caporal William Schofield dans 1917
- Joaquin Phoenix pour le rôle d'Arthur Fleck / Joker dans Joker
- Mark Ruffalo pour le rôle de Robert Bilott dans Dark Waters

#### Meilleure actrice dans un film dramatique
Scarlett Johansson pour le rôle de Nicole Barber dans Marriage Story
- Cynthia Erivo pour le rôle de Harriet Tubman dans Harriet
- Helen Mirren pour le rôle de Betty McLeish dans L'Art du mensonge (The Good Liar)
- Charlize Theron pour le rôle de Megyn Kelly dans Scandale
- Alfre Woodard pour le rôle de Warden Bernadine Williams dans Clemency
- Renée Zellweger pour le rôle de Judy Garland dans Judy

#### Meilleur acteur dans un film musical ou une comédie
Taron Egerton pour le rôle d'Elton John dans Rocketman
- Daniel Craig pour le rôle de Benoit Blanc dans À couteaux tirés
- Leonardo DiCaprio pour le rôle de Rick Dalton dans Once Upon a Time… in Hollywood
- Eddie Murphy pour le rôle de Rudy Ray Moore dans Dolemite Is My Name
- Adam Sandler pour le rôle de Howard Ratner dans Uncut Gems
- Taika Waititi pour le rôle d'Adolf Hitler dans Jojo Rabbit

#### Meilleure actrice dans un film musical ou une comédie
Awkwafina pour le rôle de Billi Wang dans L'Adieu
- Ana de Armas pour le rôle de Marta Cabrera dans À couteaux tirés
- Julianne Moore pour le rôle de Gloria Bell dans Gloria Bell
- Constance Wu pour le rôle de Destiny dans Queens

#### Meilleur acteur dans un second rôle
Willem Dafoe pour le rôle de Thomas Wake dans The Lighthouse
- Tom Hanks pour le rôle de Fred Rogers dans Un ami extraordinaire (A Beautiful Day in the Neighborhood)
- Anthony Hopkins pour le rôle de Benoît XVI dans Les Deux Papes
- Joe Pesci pour le rôle de Russell Bufalino dans The Irishman
- Wendell Pierce pour le rôle du Révérend Tillman dans Burning Cane
- Brad Pitt pour le rôle de Cliff Booth dans Once Upon a Time… in Hollywood

#### Meilleure actrice dans un second rôle
Jennifer Lopez pour le rôle de Ramona Vega dans Queens
- Penélope Cruz pour le rôle de Jacinta dans Douleur et Gloire
- Laura Dern pour le rôle de Nora Fanshaw dans Marriage Story
- Nicole Kidman pour le rôle de Gretchen Carlson dans Scandale
- Margot Robbie pour le rôle de Kayla Pospisil dans Scandale
- Zhao Shuzhen pour le rôle de Nai Nai dans L'Adieu

#### Meilleure distribution
À couteaux tirés (Knives Out)

#### Meilleur scénario original
Marriage Story – Noah Baumbach
- L'Adieu – Lulu Wang
- Le Mans 66 – Jez Butterworth, John-Henry Butterworth et Jason Keller
- Once Upon a Time… in Hollywood – Quentin Tarantino
- Douleur et Gloire – Pedro Almodóvar
- Parasite – Bong Joon-ho et Han Jin-won

#### Meilleur scénario adapté
Joker – Todd Phillips et Scott Silver
- Dark Waters – Matthew Michael Carnahan et  Mario Correa
- The Irishman – Steven Zaillian
- Jojo Rabbit – Taika Waititi
- Brooklyn Affairs – Edward Norton
- Les Deux Papes – Anthony McCarten

#### Meilleure direction artistique
Brooklyn Affairs – Michael Ahern et Beth Mickle
- 1917 – Dennis Gassner and Lee Sandales
- Le Mans 66 – François Audouy et Peter Lando
- Joker – Laura Ballinger et Mark Friedberg
- Once Upon a Time… in Hollywood – Nancy Haigh et Barbara Ling
- Les Deux Papes – Saverio Sammali et Mark Tildesley

#### Meilleurs costumes
Dolemite Is My Name – Ruth E. Carter
- Downton Abbey – Susannah Buxton, Rosalind Ebbutt, Caroline McCall et Anna Robbins
- Joker – Mark Bridges
- Judy – Jany Temime
- Rocketman – Julian Day
- Les Deux Papes – Luca Canfora

#### Meilleure photographie
1917 – Roger Deakins
- Le Mans 66 – Phedon Papamichael
- The Irishman – Rodrigo Prieto
- Joker – Lawrence Sher
- Brooklyn Affairs – Dick Pope
- Rocketman – George Richmond

#### Meilleur montage
Le Mans 66 – Andrew Buckland et Michael McCusker (en)
- 1917 – Lee Smith
- Joker – Jeff Groth
- The Irishman – Thelma Schoonmaker
- Marriage Story – Jennifer Lame
- Rocketman – Chris Dickens

#### Meilleur son
Le Mans 66 – David Giammarco, Paul Massey, Steve A. Morrow et Donald Sylvester
- 1917 – Scott Millan, Oliver Tarney (en), Mark Taylor et Stuart Wilson
- Avengers: Endgame – Tom Johnson, Daniel Laurie, Shannon Mills, Juan Peralta et John Pritchett
- Joker – Alan Robert Murray, Tom Ozanich et Dean A. Zupancic
- Once Upon a Time… in Hollywood – Christian P. Minkler, Michael Minkler, Wylie Stateman et Mark Ulano
- Rocketman – Matthew Collinge et John Hayes

#### Meilleurs effets visuels
Alita: Battle Angel – Joe Letteri et Eric Saindon
- Avengers: Endgame – Matt Aitken, Dan DeLeeuw, Russell Earl et Dan Sudick
- Le Mans 66 – Mark Byers, Olivier Dumont et Kathy Siegel
- The Irishman – Pablo Helman
- Joker – Mathew Giampa, Bryan Godwin et Edwin Rivera
- Le Roi lion – Andrew R. Jones, Robert Legato, Elliot Newman et Adam Valdez

#### Meilleure chanson originale
(I'm Gonna) Love Me Again dans Rocketman
- The Ballad of the Lonesome Cowboy dans Toy Story 4
- Don't Call Me Angel dans Charlie's Angels
- Into the Unknown dans La Reine des neiges 2 (Frozen II)
- Spirit dans Le Roi lion
- Swan Song dans Alita: Battle Angel

#### Meilleure musique de film
Joker – Hildur Guðnadóttir
- 1917 – Thomas Newman
- Le Mans 66 – Marco Beltrami et Buck Sanders
- Harriet – Terence Blanchard
- The Irishman – Robbie Robertson
- Marriage Story – Randy Newman

#### Meilleur film en langue étrangère
Tõde ja õigus -  Estonie
- Atlantique -  Sénégal
- Une grande fille (Дылда ) -  Russie
- Les Misérables -  France
- Douleur et Gloire -  Espagne
- The Painted Bird -  République tchèque
- Parasite -  Corée du Sud
- Portrait de la jeune fille en feu -  France

#### Meilleur film d'animation ou multimédia
Le Roi lion (The Lion King)
- Alita: Battle Angel
- Buñuel après l'âge d'or (Buñuel en el laberinto de las tortugas)
- Dragons 3 : Le Monde caché (How to Train Your Dragon: The Hidden World)
- Shaun le mouton : La ferme contre-attaque (A Shaun the Sheep Movie: Farmageddon)
- Toy Story 4
- Les Enfants du Temps (天気の子 (Tenki no ko?))

#### Meilleur film documentaire
63 Up
- The Apollo
- Apollo 11
- The Cave
- Citizen K
- Pour Sama (For Sama)
- Honeyland
- One Child Nation

### Télévision

#### Meilleure série télévisée dramatique
Succession
- The Affair
- The Crown
- Killing Eve
- Mindhunter
- Mr. Mercedes

#### Meilleure série télévisée musicale ou comique
Fleabag
- Barry
- The Good Place
- La Méthode Kominsky (The Kominsky Method)
- Mme Maisel, femme fabuleuse (The Marvelous Mrs. Maisel)
- The Righteous Gemstones
- Poupée russe (Russian Doll)

#### Meilleure série télévisée de genre
Stranger Things
- Carnival Row
- Game of Thrones
- À la croisée des mondes (His Dark Materials)
- The Terror
- Watchmen

#### Meilleure mini-série ou meilleur téléfilm
Chernobyl
- The Act
- Fosse/Verdon
- Unbelievable
- Dans leur regard (When They See Us)
- Years and Years

#### Meilleur acteur dans une série télévisée dramatique ou une série de genre
Tobias Menzies pour le rôle de Philip Mountbatten dans The Crown
- Brian Cox pour le rôle de Logan Roy dans Succession
- Brendan Gleeson pour le rôle de Bill Hodges dans Mr. Mercedes
- Jonathan Groff pour le rôle de Holden Ford dans Mindhunter
- Damian Lewis pour le rôle de Robert "Bobby" Axelrod dans Billions
- Billy Bob Thornton pour le rôle de Billy McBride dans Goliath

#### Meilleure actrice dans une série télévisée dramatique ou une série de genre
Zendaya pour le rôle de Rue Bennett dans Euphoria
- Olivia Colman pour le rôle d'Élisabeth II dans The Crown
- Jodie Comer pour le rôle de Villanelle / Oksana Astankova dans Killing Eve
- Regina King pour le rôle d'Angela Abar / Sœur Nuit dans Watchmen
- Sandra Oh pour le rôle d'Eve Polastri dans Killing Eve
- Maggie Siff pour le rôle de Wendy Rhoades dans Billions

#### Meilleur acteur dans une série télévisée musicale ou comique
Thomas Middleditch pour le rôle de Richard Hendricks dans Silicon Valley
- Ted Danson pour le rôle de Michael dans The Good Place
- Michael Douglas pour le rôle de Sandy Kominsky dans La Méthode Kominsky
- Bill Hader pour le rôle de Barry Berkman / Barry Block dans Barry
- Eugene Levy pour le rôle de Johnny Rose dans Schitt's Creek
- Danny McBride pour le rôle de Jesse Gemstone dans The Righteous Gemstones

#### Meilleure actrice dans une série télévisée musicale ou comique
Phoebe Waller-Bridge pour le rôle de Fleabag dans Fleabag
- Pamela Adlon pour le rôle de Sam Fox dans Better Things
- Christina Applegate pour le rôle de Jen Harding dans Dead to Me
- Alison Brie pour le rôle de Ruth "Zoya the Destroya" Wilder dans GLOW
- Rachel Brosnahan pour le rôle de Miriam "Midge" Maisel dans Mme Maisel, femme fabuleuse
- Natasha Lyonne pour le rôle de Nadia Vulvokov dans Poupée russe
- Catherine O'Hara pour le rôle de Moira Rose dans Schitt's Creek

#### Meilleur acteur dans une mini-série ou un téléfilm
Jared Harris pour le rôle de Valeri Legassov dans Chernobyl
- Russell Crowe pour le rôle de Roger Ailes dans The Loudest Voice
- Jharrel Jerome pour le rôle de Korey Wise dans Dans leur regard
- Aaron Paul pour le rôle de Jesse Pinkman dans El Camino : Un film Breaking Bad (El Camino: A Breaking Bad Movie)
- Chris Pine pour le rôle de Jay Singletary dans I Am the Night
- Sam Rockwell pour le rôle de Bob Fosse dans Fosse/Verdon

#### Meilleure actrice dans une mini-série ou un téléfilm
Michelle Williams pour le rôle de Gwen Verdon dans Fosse/Verdon
- India Eisley pour le rôle de Fauna Hodel dans I Am the Night
- Aunjanue Ellis pour le rôle de Sharonne Salaam dans Dans leur regard
- Joey King pour le rôle de Gypsy Blanchard dans The Act
- Helen Mirren pour le rôle de Catherine II dans Catherine the Great
- Niecy Nash pour le rôle de Delores Wise dans Dans leur regard

#### Meilleur acteur dans un second rôle dans une série, téléfilm ou mini-série
Jeremy Strong pour le rôle de Kendall Roy dans Succession
- Alan Arkin pour le rôle de Norman Newlander dans La Méthode Kominsky
- Walton Goggins pour le rôle de "Baby" Billy Freeman dans The Righteous Gemstones
- Dennis Quaid pour le rôle de Wade Blackwood dans Goliath
- Andrew Scott pour le rôle du prêtre dans Fleabag
- Tony Shalhoub pour le rôle d'Abraham "Abe" Weissman dans Mme Maisel, femme fabuleuse
- Stellan Skarsgård pour le rôle de Boris Shcherbina dans Chernobyl

#### Meilleure actrice dans un second rôle dans une série, téléfilm ou mini-série
Olivia Colman pour le rôle de la marraine dans Fleabag
- Patricia Arquette pour le rôle de Dee Dee Blanchard dans The Act
- Alex Borstein pour le rôle de Susie Myerson dans Mme Maisel, femme fabuleuse
- Toni Collette pour le rôle de l'inspectrice Grace Rasmussen dans Unbelievable
- Meryl Streep pour le rôle de Mary Louise Wright dans Big Little Lies
- Emily Watson pour le rôle d'Ulana Khomyuk dans Chernobyl
- Naomi Watts pour le rôle de Gretchen Carlson dans The Loudest Voice

#### Meilleure distribution
Succession

### Prix spéciaux
- Mary Pickford Award : Stacy Keach[5]
- Nikola Tesla Award : Joe Letteri[6]
- Auteur Award : Edward Norton pour Brooklyn Affairs (Motherless Brooklyn) (« for singular vision and unique artistic control over the elements of production »)
- Humanitarian Award : Mounia Meddour pour Papicha (« for making a difference in the lives of those in the artistic community and beyond »)
- Meilleure première œuvre (Best First Feature) : Laure de Clermont-Tonnerre pour Nevada (The Mustang)
- Stunt Performance Award : Steve Stafford

## Statistiques

### Récompenses multiples

#### Cinéma
- 5 : Le Mans 66
- 2 : Joker, Marriage Story et Rocketman

### Nominations multiples

#### Cinéma
- 10 : Le Mans 66 et Joker
- 8 : 1917 et Marriage Story
- 7 : Once Upon a Time… in Hollywood et Rocketman
- 6 : The Irishman
- 5 : Les Deux Papes
- 4 : Scandale, L'Adieu et Douleur et Gloire
- 3 : Alita: Battle Angel, Queens, À couteaux tirés, Le Roi lion, Brooklyn Affairs et Parasite
- 2 : Avengers: Endgame, Burning Cane, Dark Waters, Dolemite Is My Name, Harriet, Jojo Rabbit, Judy, The Lighthouse, Toy Story 4 et Uncut Gems